# 国家教育行政学院

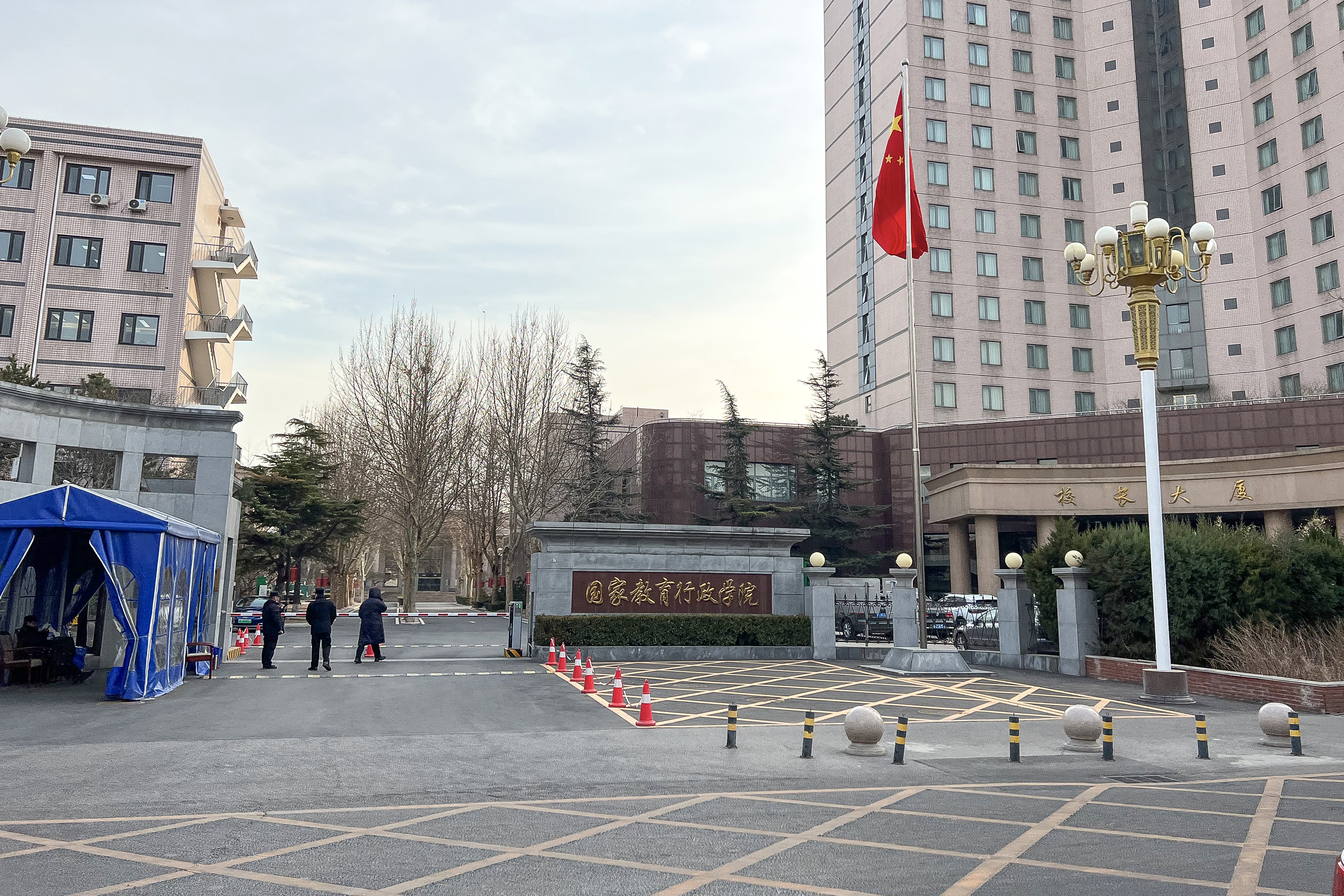
北门

国家教育行政学院(National Academy of Education Administration)是中华人民共和国教育部直属的教育干部培训机构，主要的培养目标为高层次教育管理干部以及教育管理专业人才，并开展教育管理学相关研究。学院位于北京市大兴区，现任院长顾海良教授（副部长级，教育部党组成员）。